# Isabelle Blume
Pour les articles homonymes, voir Blume.
Isabelle Blume est une femme politique belge, née à Baudour, dans le Borinage, le 22 mai 1892 et morte le 12 mars 1975 à Bruxelles. Elle est une figure du féminisme belge et de la lutte contre le fascisme. Elle est une des premières femmes belges élues au Parlement.

## Biographie

### Jeunesse et formation
Isabelle Grégoire est née à Baudour le 22 mai 1892. Elle est la fille d'un pasteur protestant. Elle fait des études à Liège et est diplômée comme régente littéraire ; elle étudie la théologie à Genève. Elle  épouse David Blume en 1913, lui aussi pasteur protestant,.
En 1920, Isabelle Blume enseigne l'histoire dans une école protestante à Bruxelles, où le couple s'installe,.

### Féminisme
Elle se rapproche, dès le début des années 1920, des milieux socialistes bruxellois, où elle est vite remarquée pour ses qualités de tribun et devient membre du Parti ouvrier belge (POB). Elle commence alors une intense activité militante en faveur de la cause des femmes. Elle signe des éditoriaux sur le sujet dans Le Peuple et mène, en 1930-1931, dans La Vie Ouvrière, une campagne intitulée La démocratie conjugale, qui conteste la suprématie masculine au foyer, y compris chez les militants. La campagne est finalement stoppée par les dirigeants du journal syndical.
Isabelle Blume s'y engage avec véhémence pour l'égalité homme-femme dans tous les domaines. Elle milite, en particulier, pour le droit de vote des femmes, leur droit à l’enseignement et leur protection au sein du couple. Cependant le POB ne soutient pas le droit de vote pour les femmes, sous prétexte qu'elles voteraient pour les catholiques,. Il lui faudra attendre 1948 pour voir son vœu se réaliser.
En 1928, elle est désignée comme secrétaire nationale des Femmes socialistes et prend la direction du Comité d’action féminine.
Dès les années 1930, elle milite pour une « maternité consciente », c'est-à-dire l'usage de la contraception.
Pendant ce temps, son mari David Blume, qui a abandonné sa tâche de pasteur, est entré au ministère de l'Instruction publique où il crée le réseau des bibliothèques publiques dont il exerce la fonction de directeur. Il a également une activité de penseur politique. Il publie un essai intitulé Christianisme et socialisme en 1926 et un pamphlet contre Mussolini en 1936[réf. nécessaire].
En 1932, Isabelle Blume devient conseillère communale d'Uccle.
En 1935, elle participe à la création de la Commission du travail féminin (composée de 4 femmes et 10 hommes). Son rôle est consultatif, elle est chargée de renseigner le gouvernement sur le travail féminin. Dans le cadre de cette Commission et avec A. Lagasse, Isabelle Blume publiera un rapport proposant des mesures contre l'insalubrité et la pénibilité de certains métiers.
En 1936, elle est élue députée de Bruxelles sur une liste du Parti ouvrier belge (POB), alors qu'elle ne dispose pas du droit de vote. Elle devient la deuxième femme (avec Alice Degeer-Adère) élue dans cette assemblée par un électorat encore complètement masculin (la première étant Lucie Dejardin élue en 1929). Elle y siège jusqu'en 1954. Le premier discours qu’elle prononce au parlement s’intitule À travail égal, salaire égal. Au Parlement, elle se bat pour l'égalité des pensions, pour l'octroi d'indemnités de chômage aux femmes cheffes de famille, pour l'accès des femmes à la magistrature et l'admission des filles dans les écoles techniques pour les métiers de pointe.
Isabelle Blume a une position féministe abolitionniste. En octobre 1946, avec Marguerite De Riemaecker (PSC-CVP) et Suzanne Grégoire (PCB), elle dépose une proposition de loi abolitionniste au nom de l'égalité des sexes. Cette loi sera finalement adoptée le 21 août 1948 ; elle modifie la réglementation de la prostitution et renforce les sanctions envers les souteneurs mais la demande d'Isabelle Blume de créer un corps de police féminin pour faciliter l'accueil des prostituées n'est pas retenue,.
Après le Seconde Guerre mondiale, Isabelle Blume plaide pour une unification des structures féminines au sein des Femmes prévoyantes socialistes mais le parti socialiste ne la suit pas et crée en 1947 le Comité national des femmes socialistes dont elle devient secrétaire nationale, tout en restant attachée à sa demande d'unification totale.
Durant toute sa vie, elle participe à la formation et à l'éducation des femmes par des conférences, séminaires et rédaction de documents didactiques.

### Antifascisme
À côté de son engagement féministe, Isabelle Blume se lance, dès le début des années 1930, dans la lutte contre le fascisme. Elle prononce des discours sur ce thème dans des usines à Hambourg et à Brême et n’a de cesse d’attirer l’attention du monde politique belge sur le danger de l’Allemagne nazie. Elle s'oppose notamment à la politique de neutralité de la Belgique et au tournant « autoritaire » du POB dans la deuxième moitié des années 1930.
En 1933, elle témoigne en leur faveur au procès des objecteurs de conscience anarchistes Hem Day et Léo Campion.
À sa demande, Marcelle Leroy devient secrétaire pour la Ligue des femmes pour la Paix et la Liberté en 1919. Ensemble, elles participent à la préparation de la Conférence mondiale des femmes contre la guerre et le fascisme en juin 1933. En 1934, elle participe à la Conférence mondiale des femmes contre la guerre et le fascisme qui prend place à Paris et est organisée par le Mouvement Amsterdam-Pleyel.
En 1936, elle s’engage dans la guerre d’Espagne du côté des républicains. Elle se rend plusieurs fois en Espagne et organise la solidarité envers les réfugiés et les orphelins. Elle y gagne son surnom de pasionaria belge.

### Soutien aux réfugiés espagnols
Durant la guerre d'Espagne elle porte secours au camp républicain et aide à l'accueil de réfugiés espagnoles (et basques). Elle est membre du Comité d'accueil des enfants espagnols et en adopte elle-même un enfant.
Elle parle en faveur des réfugiés juifs d'Allemagne au Parlement à plusieurs reprises, ainsi que sur la situation des Juifs internés dans le camp de Merksplas.

Elle déclare ainsi à la Chambre des représentants : 

« Notre pays unanime doit compter parmi ceux qui osent résister au mal ! Au nom de la tradition chrétienne qui commande de donner à boire à ceux qui ont soif, je m’adresse au ministre de la Justice pour qu’il agisse davantage encore en faveur des réfugiés qui n’auront bientôt plus qu’à choisir entre la mort et l’exil. (Applaudissements sur la majorité des bancs). Propos recueillis par le journal Le Soir, 23 novembre 1938 »

### Seconde Guerre mondiale
Isabelle Blume rejoint Londres le 25 juin 1940. Elle y retrouve plusieurs membres de la gauche socialiste, dont Max Buset, Omer Bécu et Camille Huysmans. Elle s’occupe du service social du département de la Marine. Elle participe à la tentative de Marcel-Henri Jaspar de créer un gouvernement en exil. Elle se consacre au service social de la marine belge,.
De retour à Bruxelles dans les premiers jours de septembre 1944, elle se préoccupe du sort des prisonniers et fait partie de la première délégation parlementaire en Allemagne en mai 1945.

### Communisme
Après la Seconde Guerre mondiale, elle prend position dans la question royale contre le retour du roi Léopold III. Elle met toutes ses capacités d’oratrice et de polémiste au service de ce nouveau combat. Elle reste finalement plus connue pour son engagement extrême dans cette polémique que pour ses engagements féministe, pacifiste et sociaux.
Arborant un philosoviétisme[pas clair] convaincu, elle plaide depuis longtemps pour un rapprochement entre socialistes et communistes. En mars 1947, avec notamment Luc Somerhausen et Léo Collard, elle adresse une lettre collective d'une tonalité nettement gauchisante au conseil général du Parti socialiste, dans celle-ci elle déplore l'abandon tacite de son adhésion au marxisme, l'opportunisme systématique des dirigeants et l'absence de consultation de la base socialiste.
Elle est exclue du Parti socialiste en 1951 et siège comme députée indépendante jusqu'en 1954. Après une demande rejetée de réintégration au Parti socialiste en 1959, elle adhère au Parti communiste belge en 1964. Elle entre au Comité central du parti et est élue en 1965 conseillère communale d'Hornu.
Elle continue à participer activement à la lutte contre le fascisme et la guerre. Elle est présidente de l'Union belge pour la défense de la paix. Prix Staline de la Paix en 1953, elle s'implique intensément dans le Conseil mondial de la paix, dans la mouvance soviétique, dont elle devient la vice-présidente (1965-1966) puis la présidente (1966-1969), fonction qu'elle doit abandonner pour avoir exigé le retrait des troupes soviétiques de Tchécoslovaquie lors du Printemps de Prague[réf. nécessaire].
Elle poursuit ensuite jusqu'à sa mort son activité de militante et de conférencière. Au cours de sa carrière, elle rencontre de nombreuses personnalités du XXe siècle, comme Nehru, Indira Gandhi, Mao Tse Toung, Nasser, Sadate, Ho Chi Minh et Allende.
En tant que femme féministe, communiste et révolutionnaire, Isabelle Blume est la cible de nombreuses critiques voulant la faire passer pour une « hystérique » aux « mœurs légères » et aux « bavardages » incessants.

### Fin de vie
Elle meurt à Bruxelles le 12 mars 1975. Elle est enterrée à Baudour, dans le caveau familial des Grégoire. Sa tombe fortement dégradée est restaurée en 2015 et une pierre y est apposée.
Quelques mois avant sa mort, elle confie oralement ses mémoires à José Gotovitch. Les entretiens sont déposés à la Fondation Joseph Jacquemotte à Bruxelles en 1976,.
Membre du Parti communiste de 1964 jusqu'à sa mort, elle est réintégrée à titre posthume au Parti socialiste qui l'avait exclue en 1951 et alors qu'elle n'a plus demandé sa réintégration après 1959. Ce revirement est critiqué à la fois par les communistes et certains de ses petits-enfants,.
Ses archives sont léguées à l'IEV et le Centre des archives communistes.

### Descendance
Elle est la mère de Jean Blume, homme politique et journaliste communiste belge. Ses autres enfants furent Edith Goldschlager et Alain Blume, colonel dans l'armée de l'air belge. Elle est la grand-mère d'Alain Goldschlager, spécialiste de la littérature de la Shoah et de l'antisémitisme ainsi que de Marianne Blume, auteur de Gaza dans mes yeux[réf. nécessaire].

## Distinctions
- 1954 : Prix Staline de la paix[1]
- une crèche à St-Gilles porte le nom d'Isabelle Blume[17]
- Mons compte une avenue Isabelle-Blume
- Les jeunes socialistes de Saint-Ghislain demandent en 2022 que son nom soit donné à une rue[18]

## Publication
- Le Mouvement de la paix. Un témoignage, Gamma Presse, 1999.  (ISBN 2-930198-00-1)